# طارق الجرموني

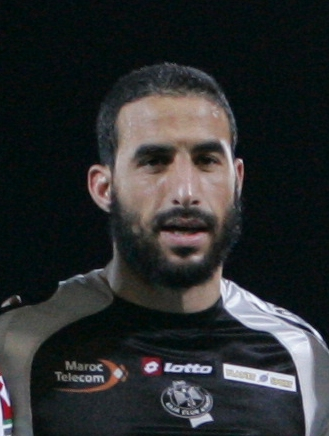
طارق الجرموني

طارق الجرموني حارس مغربي من مواليد 30 ديسمبر 1977 ،سبق له أن لعب مع الوداد البيضاوي والجيش الملكي ونادي دينامو كييف الأوكراني، وهو حاليا يلعب لرجاء البيضاوي، كما سبق له حمل القميص الوطني المغرب في 17 مناسبة .و أحرز الجرموني عدة ألقاب مع هذه الأندية التي تعتبر الأكثر تتويجا في المغرب .

## روابط خارجية
- طارق الجرموني على موقع الاتحاد الدولي (مؤرشف)  (الإنجليزية)
- طارق الجرموني على موقع اتحاد أوكرانيا (الإنجليزية)
- طارق الجرموني على موقع قاعدة بيانات كرة القدم.إي يو (الإنجليزية)
- طارق الجرموني على موقع ناشيونال فوتبول تيمز (الإنجليزية)
- طارق الجرموني على موقع Soccerway.com (الإنجليزية)
- طارق الجرموني على موقع كووورة
- طارق الجرموني على موقع أوليمبيديا (الإنجليزية)